# Hidetaka Ogura
Hidetaka Ogura (Japón, 1950 o 1951 - Japón, 5 de septiembre de 2023) fue un sociólogo japonés y rehén del MRTA durante la toma de la residencia del embajador japonés en Lima. Fue el principal denunciante de supuestas  ejecuciones extrajudiciales realizadas por el comando Chavín de Huántar durante el operativo de rescate.

## Biografía
Nació en Japón. A fines de los años 70, vivió en Perú donde realizó investigaciones en el Centro Rural Andino Bartolomé de las Casas. Se desempeñó como asesor político en la embajada de Cuba. En esta última conocería a Fidel Castro. Llegó al Perú para estudiar la obra de José Carlos Mariátegui en la Universidad Nacional Mayor de San Marcos (UNMSM). Posteriormente, entraría como empleado de la embajada de Japón en Perú y ascendería hasta convertirse en asesor.

### Toma de la residencia del embajador japonés
Ogura fue tomado como rehén por los emerretistas tras la toma de la residencia del embajador japonés en 1996. Durante el secuestro, Ogura, según los testimonios de los rehenes, se reunía diariamente con los emerretistas, conversaban sobre política y almorzaba y tomaba café con ellos. Además, tras ponerse al descubierto un plan preparado por los rehenes para fugarse, estos sospecharon de Ogura de haber filtrado dichos planes a Néstor Cerpa Cartolini, cabecilla de los emerretistas en la residencia. También se sospechó que Ogura filtró a los emerretistas los planos de la embajada para que pudieran realizar los preparativos para la toma de rehenes.

### Operación Chavín de Huántar
Antes del comienzo de la Operación Chavín de Huántar, Ogura se encontraba jugando cartas con los emerretistas. Tras terminar, los terroristas bajaron a jugar futsal. Cuando salió Ogura, fue llevado por los demás rehenes a una habitación y no lo dejaron salir. Tras darse la señal, la Operación Chavín de Huántar inició. Tras ser liberado, Ogura declaró que no deseaba haber sido rescatado sino que la operación le resultó molesta porque deseaba una solución negociada.

### Luego del rescate
Tras el rescate de rehenes, Ogura fue a México donde trabajó en la embajada japonesa en dicho país. En 1998, renunció para dedicarse a la docencia universitaria.

### Denuncias de ejecuciones extrajudiciales
En 2000, ante el diario El Comercio, Ogura denunció que dos emerretistas habían sido capturados y luego ejecutados. En 2001, Ogura escribió una carta a las autoridades peruanas donde declaró que tres emerretistas estaban vivos y habían sido ejecutados por los comandos duranta la operación. Según Ogura, los emerretistas Herma Meléndez, "Cynthia", y Salomón Peceros fueron ejecutados primero y luego el "Camarada Tito". A partir de su testimonio, APRODEH junto a los familiares de los emerretistas presentaron una denuncia penal por las muertes de los emerretistas. Posteriormente, ante la Comisión de la Verdad y Reconciliación (CVR), Ogura ratificó sus declaraciones. Sin embargo, sus declaraciones han sido cuestionadas.

### Fallecimiento
Falleció el 5 de septiembre de 2023 en Japón, debido al cáncer de colon que padecía.

## Libros
- Luz del amanecer desde los andes
- Mariátegui y Haya de la Torre y sus ideales socialistas en los años 20
- El diálogo obstruido